# 中華人民共和國選舉

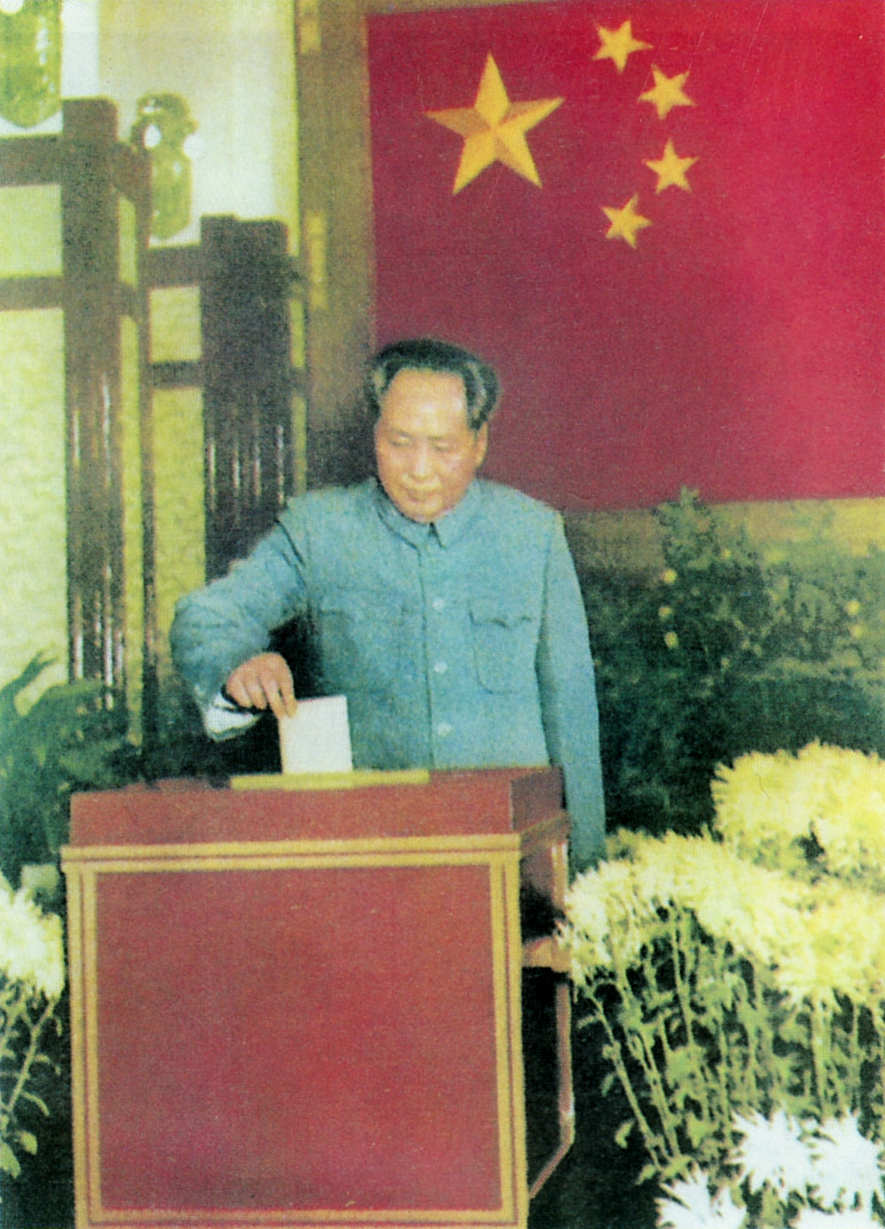
毛澤東將一張選票投入投票箱中

中华人民共和国选举，狭义上仅指《中华人民共和国全国人民代表大会和地方各级人民代表大会选举法》所规范的人民代表大会代表的选举制度；广义上也可以指由《中华人民共和国宪法》、《选举法》和各级各类《组织法》等法律所规范的各級人大代表选举、国家公职人员选举以及村居民自治组织选举的总称。
中国大陸的9亿适龄选民可以直接選舉村民委员会、居民委员会，县级、鄉級和不設區地級市的人大代表，每次選舉間隔為五年。而設區的地級市及更高級別的人大代表、地方行政長官則由下一級人大代表選舉產生，屬於間接選舉。《人民日報》称，中国大陸的基层换届选举是世界上规模最大的基层民主选举。中國政府的立場爲，中國大陸的選舉制度「是在中国革命和建设的长期实践中逐步形成和发展起来的。」

## 选举权及其行使

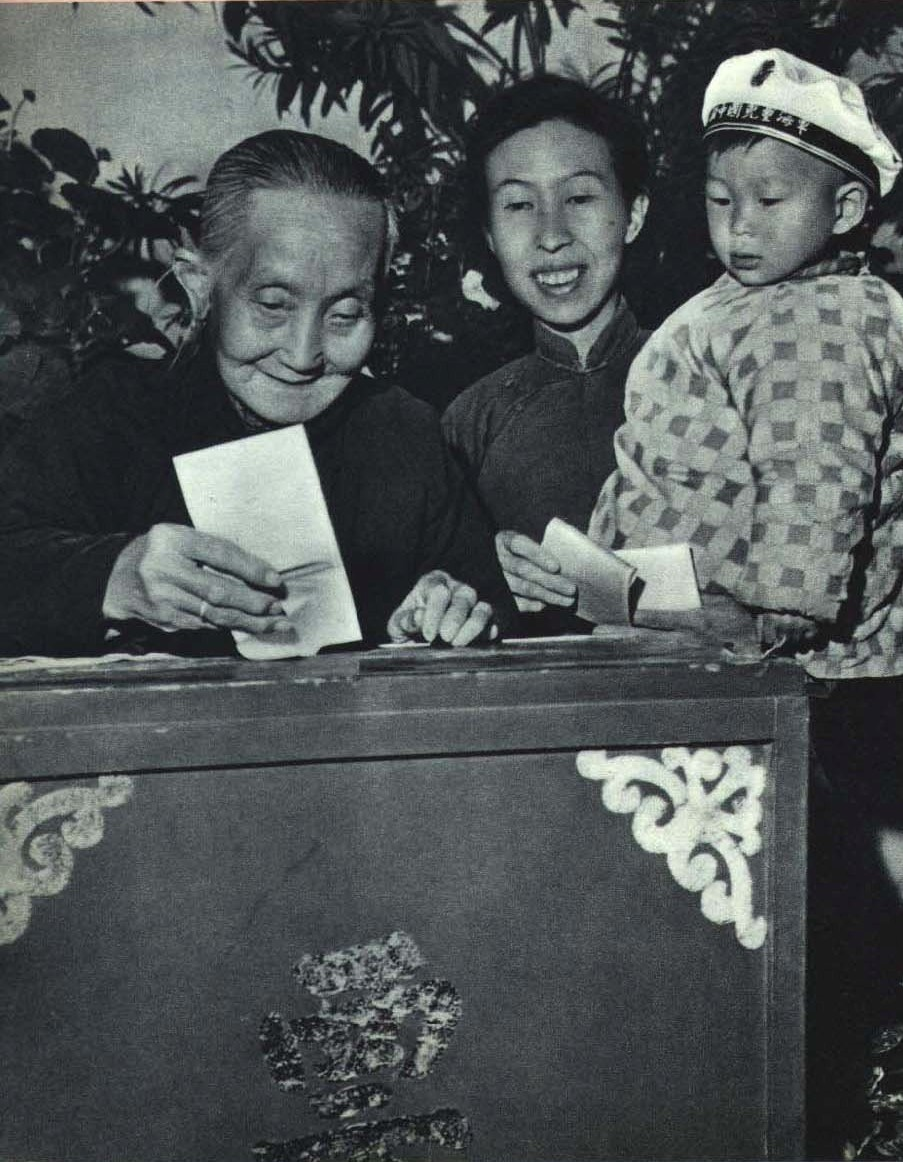
1963年北京市基层普选

根據中華人民共和國法律，中華人民共和國公民可以直接選舉鄉鎮級、區縣級、以及不設區的地級市的人大代表。這些人大代表是由單個的選區選出的。每一選區的人口應「大致相等」，並要選出1到3名人大代表。一般幾個村民小組或一個單位組成一個選區（但是人口多的村民小組和人口少的村可以單獨闢爲一個選區）。而更高級別的人大代表則由下一級的人大代表間接選出。除選舉基層人大代表外，中華人民共和國公民還可以直接選舉出村委會和居委會（這被中華人民共和國官方稱爲「基層羣眾自治組織」）。另外，還有專門規定，在全國人大代表名額中，每個民族至少都要有一名代表的名額。

### 选民资格
根據中華人民共和國憲法，中华人民共和国年满18周岁的公民，不分民族、种族、性别、职业、家庭出身、宗教信仰、教育程度、财产状况和居住期限，都有选举权和被选举权。但是，同時，有選舉權和被選舉權的公民必須依法進行登記，在經過資格審查後才能成爲正式選民。被剝奪政治權利的公民不具有選舉權和被選舉權，但是處於拘留中的公民仍然有選舉權和被選舉權。

### 选民登记程序

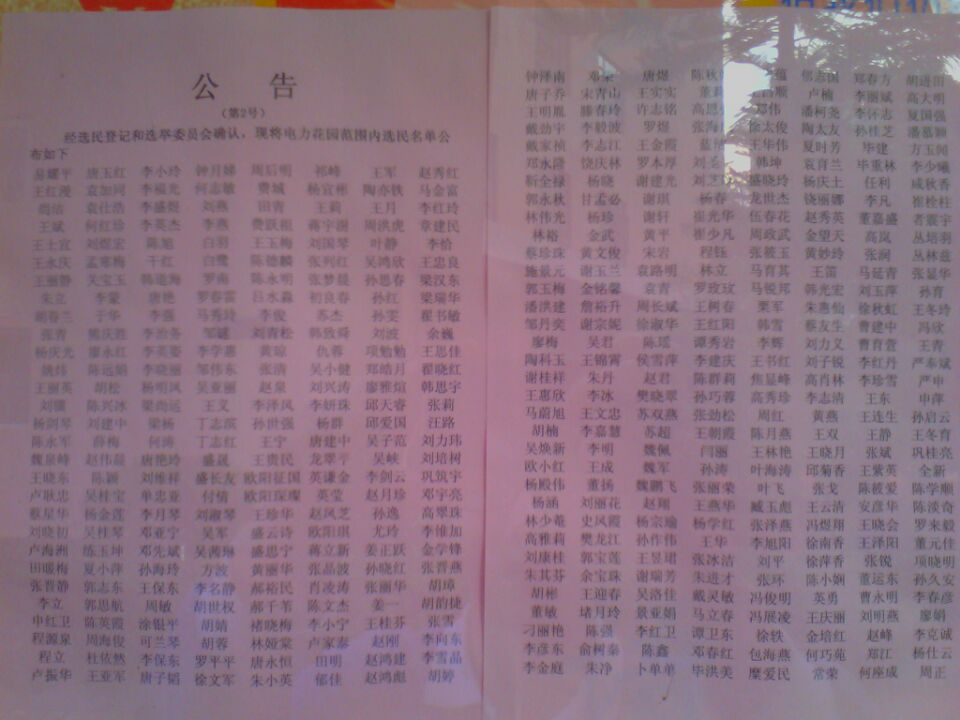
广东省深圳市某街道选举委员会于居民小区内张贴的选民名单

目前，选民往往在换届选举前夕前往选举委员会登记资格。一般情况下，选民可以前往选举委员会设置的选民登记站参与登记，选举委员会工作人员亦会上门发放登记表，以方便合资格选民进行登记。
此外，申请人还可以以电话和网络等方式将申请提交给官方选举机构。根据《直接选举实施细则》的相关规定，选举委员会会进行资格审查，即逐一审核申请人提供有关其的年龄、籍贯、居住地以及是否被取消资格等信息，并公告合资格的选民名单。
选民名单往往会在选举日的二十日前由选举委员会加以公布。对登记参加选举的选民名单有异议的民众，也可以根据法律程序，自名单公布之日起十至五日内向选举委员会申诉。选举委员会也应当在自收到申诉之日起三日内作出处理决定，作出解释或者补正。

## 被选举权及其行使

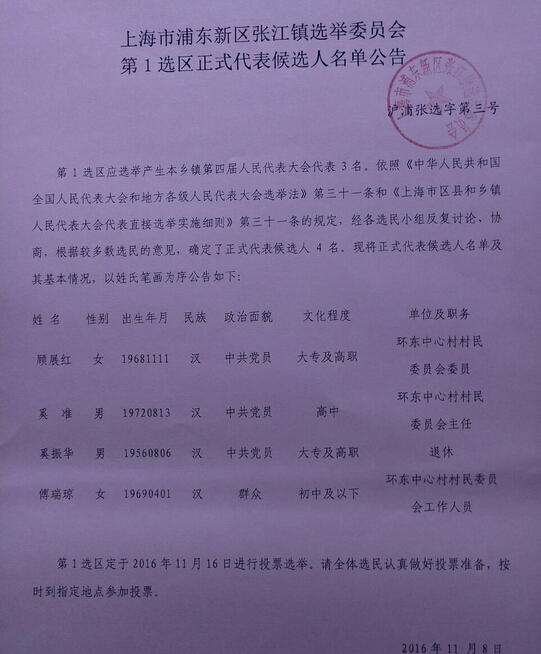
上海市浦东新区张江镇选举委员会发布的当地人大代表选举提名人名单

根據《中華人民共和國選舉法》，符合被选举人条件的参选人，由政党、人民团体提名或有选举权的居民10人以上联合提名，即可向选举委员会报名参选。但如果在基層人大代表選舉中出現了兩名以上的符合當選資格的候選人，則需要通過一個「選民小組」來確定最終候選人。
而村民委员会和居民委员会选举的提名门槛则较为宽松，根据有关法规的规定，参选人只需符合被选举人条件，视选举模式不同，由有选举权的居民10人以上、户代表5人以上或居民代表3人以上联合提名，即可向选举委员会报名参选。

### 政见发表
依据《选举法》规定，在选民代表小组会议上选举委员会统一安排代表候选人情况介绍。介绍形式包括推荐者介绍、选举委员会介绍、代表候选人直接回答选民有关其政见的提问等形式。

## 投票程序

### 亲自投票

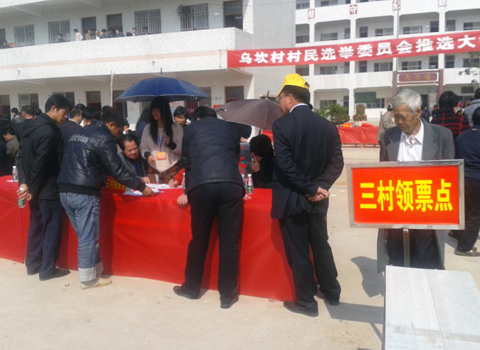
广东省烏坎村2012年選舉村委会的場景

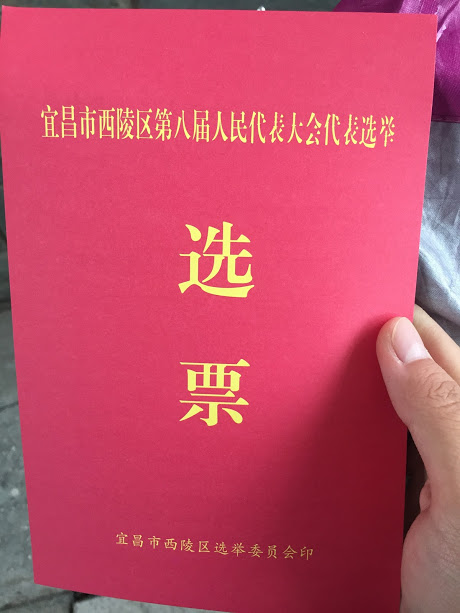
湖北省宜昌市于2016年10月20日进行的区级人大换届选举的选票，各地选票样式不尽相同

投票站通常于投票日白天开放。选民在投票点领取选举委员会发放的选民证，随后便可进入投票站投票。
中华人民共和国的直选选票一般分两种，部分地区的选票与全国人大选举类似，每个候选人均有赞成、反对、弃权三个选项，另有一些地区选举的选票上则采用常规的差额选举选票结构。值得注意的是，中国的选票上往往还有“另选他人”选项，并且出现过通過這一途徑當選的候選人。同时，投票站内往往会设置秘密写票处以备写票的需要。
在投票结束时，投票箱顶部会以封条密封封闭。其后投票站的选举工作人员会立即将投票箱集中到选举会场统一开票、公开计票。选举结果由选举委员会当场公布。

### 委托投票
任何有资格投票的人可以将另一名投票人任命为其代理人，代理人可以在选举中代表其投票，这名代理人必须在现或原工作单位、原居住地或户口所在地选区进行选民登记。不论是否亲密关系，任何人只能在每个选区的任何一项选举中，代表最多3名其他选民投票。

## 各级选举

### 县乡人民代表大会代表选举
中国大陸县乡级人民代表大会选举每五年举行一次，采用直接选举制度。于1979年开始，通過复数选区简单全票制和两轮选举制选出代表，候选人必须得到过半选民支持才能当选，两轮选举首轮采用简单多数决，次轮采用有条件的相对多数决。不过这种制度在实践中容易出现无一候选人取得过半数选票进而无人当选的情形。

### 地级以上人民代表大会代表选举

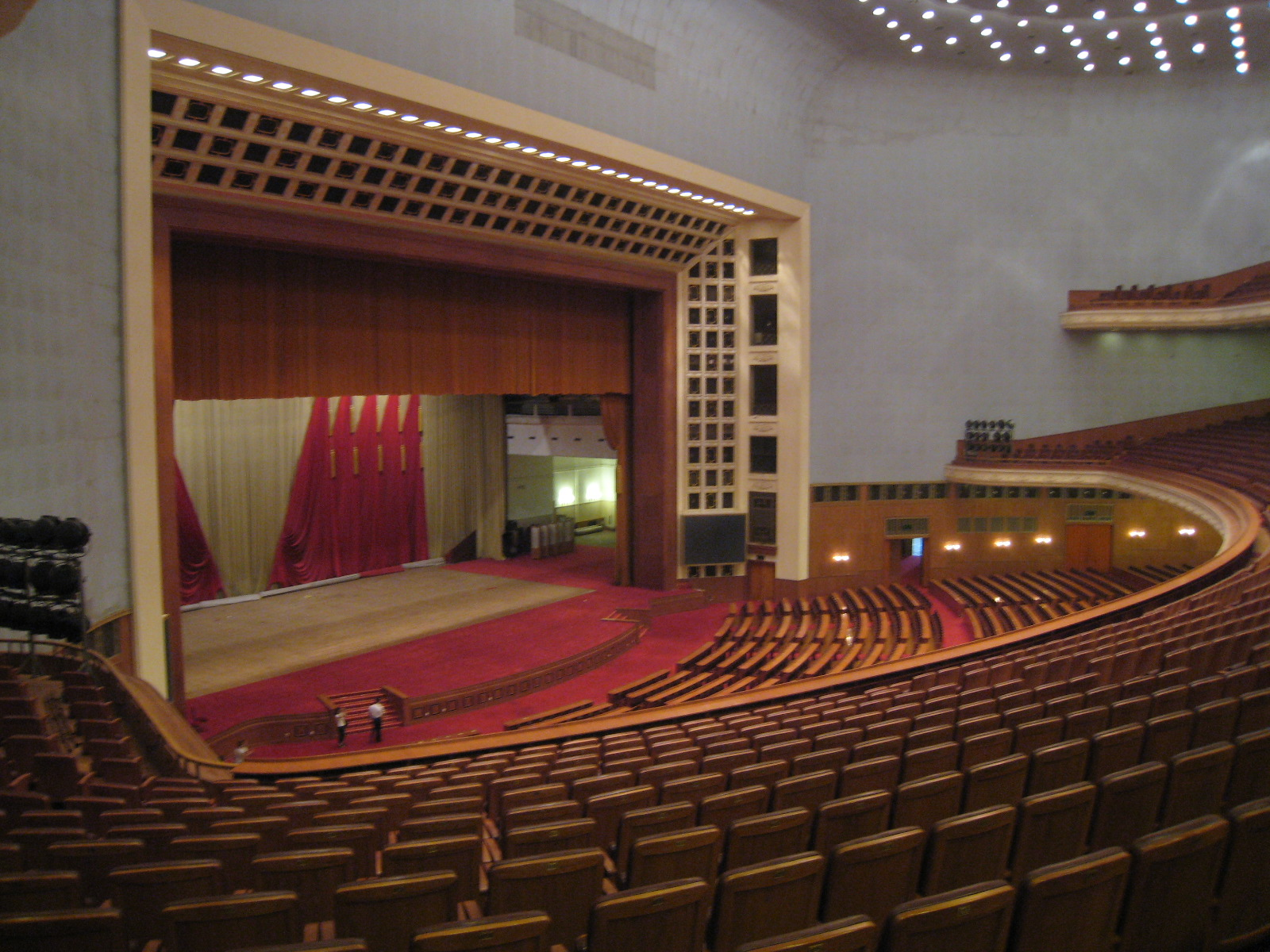
中華人民共和國全國人民代表大會的議場——人民大会堂万人大礼堂

地级以上人民代表大会选举每五年举行一次，采间接选举制度。于1954年开始，通過开放式名单比例代表制和同意投票制选出代表，候选人必须得到总代表数的过半数支持，且依得票数由高至低排列依次当选，直到达到应选人数为止。由于此类选举差额率往往较低，因此容易出现绝大多数提名人均能当选，选举缺乏竞争的情况。
根据《选举法》第二十九条，省、自治區和直轄市的全国人大代表由相应省級人大间接选举产生。候选人由政党、人民团体，或十人以上联名推荐。该法还规定，地级和省级人民代表大会代表的选举，也由下一级人大参照这种方式产生。
香港特別行政區的全國人大代表由在香港特別行政區中的選舉委员会成員選出36名正式代表。澳門特別行政區的全國人大代表由在澳門特別行政區中的的選舉委员会成員選出12名正式代表。
而中華人民共和國統治權未及的台湾省的全国人大代表則由各個省、直轄市和自治區的人大常委會「協商選派」。另有評論指出，居住在大陸地區的中華民國自由地区国民如參選人大代表，可能會因違反中華民國政府制訂的臺灣地區與大陸地區人民關係條例第33條而受到處罰。
中華人民共和國人大代表中的解放军代表是由各地駐軍召开“军人代表大会”或全体部队直选選出的。其名額多少由當地的人大常委會決定。而解放军代表在全國人大中所佔比例則由全國人大常委會決定，並由一個中央军委办公厅设置的「選舉委員會」進行分配。中国人民解放军全國人大代表由各大軍區級單位和中央軍委辦公廳分別召開軍人代表大會選舉產生。
全国人大任期届满的两个月以前，全国人大常委会必须完成下届全国人大代表的选举；如果遇到不能进行选举的非常情况，由全国人大常委会以全体组成人员的三分之二以上的多数通过，可以推迟选举，延长本届全国人大的任期；在非常情况结束后一年内，必须完成下届全国人大代表的选举。
全国人大常委会委员则由全国人大会议选举产生，一般采取开放式名单比例代表制和同意投票制，代表可划去任意不满意的人选，并使未划去的委员数少于应选名额，即视为有效票。

### 国家领导人选举

1954年的第一届全国人民代表大会第一次会议上，毛泽东和周恩来正在填写选票。二人稍后以全票当选首任中国国家主席和国务院总理

中华人民共和国国家领导人的选举采取等额、间接选举制度，候选人只须得到总代表数的过半数支持即可当选。
在中国大陸，选举产生中华人民共和国的行政（国务院）、司法（最高人民法院）、检察（最高人民检察院）、军事机关（国家中央军事委员会）和常设立法机关（全国人大常委会），以及作为国家元首的国家主席、副主席的权限属于全国人民代表大会。一般而言，全国人大选举国家正副主席是经中国共产党全国人民代表大会常务委员会党组根据中共中央的建议提交提名，由全国人大主席团审议并过半数通过取得正式提名，最终由全国人大选举产生。国务院总理则由国家主席提名，大会全会以绝对多数同意任命即可。全国人大选举国家机关往往在该届全国人大的第一次会议进行。

## 观点
1979年7月，《中华人民共和国全国人民代表大会和地方各级人民代表大会选举法》颁布，其中第二十七条规定各级人大代表选举都要采取差额选举的方式。不过，1986年在對《选举法》進行修定时，虽然对差额选举做出了明确规定，但是也重新将“等额选举”写入法律条文。目前，一些地方在选举办法中直接规定正职必须实行等额选举。
自1990年代以来，中華人民共和國國內也開始出現“獨立候選人”，並且有成功当选的案例。據非中國大陸媒体報道，大部分的獨立候選人都在初選中被「選民代表小組」刷下，真正當選的獨立候選人寥寥無幾。有学者批评一些地方政府对“独立候选人”进行打压与干扰。另外，還有中国大陆学者質疑部分非中國大陸媒体将各类争取当选但并未履行法律程序的参选者称为“独立候选人”属于别有用心，并认为假若其默不做声、拒绝参与公开自荐，选民们无从得知他希望被提名，亦无法决定是否要联名推荐他。
有参选人绕过官方的“政见发表”环节，而寻求在选区内选民的直接支持。美国之音认为，当局可以通过操纵选民小组的行为控制人大代表选举。美方指控称，2011年的貴州省貴陽市基層人大選舉中，美国之音报道当局以“20元补助费”“贿赂”参与提名作业的选民代表小组成员。这使得参与该次选举的独立参选人未得到正式提名。美国自由亚洲电台指称，在2006年中華人民共和國人大代表選舉，有獨立參選人製作了大量選舉宣传材料，並向選民發放選舉名片和文化衫，後均遭有关机构約談勸退。有台湾学者于1988年在一篇文章中批评称，在大陆全国人大选举国家领导人的选举模式下，往往形成“提名即当选”的情况，没有任何竞争可言。英國廣播公司的评论批评指，除村级全面普选外，中国大陸的选举实质是「走過場」《經濟學人》雜誌公佈的2012年民主指數中，中國大陸得到了3分，被劃入「獨裁政體」之列。而在其中，「選舉制度和多樣性」這一項的得分爲0分。同时中国还发生多起选举舞弊事件和选举争议事件，如衡阳破坏选举案、烏坎事件、辽宁拉票贿选案等。
中國全国人大常委会委员、人大法律委副主委徐显明則认为，在人数如此众多、差异如此巨大的中国大陸，如果每项国家决策都要一人一票，这个国家必将陷入瘫痪，这是中国大陸的特殊国情；因此，必须找到一个既能集中人民意志，又能消除异见的办法，这就是民主集中制。「民主集中制是人类民主宝库中的中国智慧，是一种高效率的民主制。」同時，全國人大常委會法制委國家法室巡視員王世瑚也對現行選舉制度表示：「民主政治發展需要一個過程。一些發達國家，也經過了一百年甚至幾百年才把選舉權從少數人擴大到所有成年人參與的普選。中國大陸要建設自己的民主制度，也要從自身的實際出發。隨着中國經濟、政治、文化的發展和人民民主意識的提高，中國大陸的直接選舉範圍將會擴大，有步驟的實行民主建設。」官方同時認為，中国的选举制度是「在中国革命和建设的长期实践中逐步形成和发展起来的。」。但是同时有许多“选民”称，他们会在连候选人是谁都不知道的情况下被所在单位强制要求投票。